# Tobias Saner
Tobias Saner  (* 22. März 1995) ist ein ehemaliger Schweizer Unihockeyspieler, der beim Nationalliga-A-Verein Floorball Köniz unter Vertrag stand.

## Karriere
Saner startete seine Karriere bei Floorball Köniz, ehe er 2014 zum ersten Mal in der ersten Mannschaft des Nationalliga-A-Vertreters zum Einsatz kam. Seit der Saison 2016/17 wurde er fix in das Kader der ersten Mannschaft integriert.
In der Saison 2017/18 gewann Saner mit Floorball Köniz zum ersten Mal in der Vereinsgeschichte die Schweizer Meisterschaft. Am 8. September 2018 konnte er zudem mit Floorball Köniz den Gewinn des Supercups mit einem 6:3-Sieg über den SV Wiler-Ersigen feiern.
Dank dem Gewinn der Schweizer Meisterschaft nahm Floorball Köniz am von der IFF organisierten Champions Cup teil. Im Halbfinal gegen den SC Classic stand Saner in der dritten Linie im Einsatz. Die Partie ging gegen den finnischen Rekordmeister mit 1:7 verloren. Im Spiel um den dritten Rang fehlte er krankheitsbedingt.
2020 gewann er mit Floorball Köniz erneut den Supercup. Im Halbfinal bezwang Floorball Köniz den Rivalen SV Wiler-Ersigen im Penaltyschiessen. Den Final gewann man gegen den UHC Alligator Malans.